# Voleibol de playa en los Juegos Panafricanos de 2015
El Voleibol de playa en los Juegos Panafricanos de 2015 se llevó a cabo entre los días 4 y 14 de septiembre de 2015 en la capital Brazzaville en las ramas masculino y femenino.

## Resultados
| Evento    | Oro     | Plata      | Bronce    |
| --------- | ------- | ---------- | --------- |
| Masculino | Angola  | Mozambique | Sudáfrica |
| Femenino  | Nigeria | Sudáfrica  | Ruanda    |

## Medallero
| # | País       | Oro | Plata | Bronce | Total |
| - | ---------- | --- | ----- | ------ | ----- |
| 1 | Angola     | 1   | 0     | 0      | 1     |
| 1 | Nigeria    | 1   | 0     | 0      | 1     |
| 3 | Sudáfrica  | 0   | 1     | 1      | 2     |
| 4 | Mozambique | 0   | 1     | 0      | 1     |
| 5 | Ruanda     | 0   | 0     | 1      | 1     |